# Rhizomys pruinosus
Rhizomys pruinosus е вид бозайник от семейство Слепи кучета (Spalacidae).

## Разпространение
Видът е разпространен във Виетнам, Индия, Камбоджа, Китай, Лаос, Малайзия, Мианмар и Тайланд.